# مصطفى السعيد (إعلامي)
مصطفى السعيد محرر ومذيع سابق في إذاعة صوت ألمانيا والمدير السابق للقسم العربي في تلفزيون صوت ألمانيا ببرلين من مواليد عام 1961 في فلسطين وعاش في الأردن التي التحق بإحدى مدارسها بعد حرب 1967. ثم انتقل إلى ألمانيا، وبدأ دراسته الجامعية في الثمانينات، حيث تخرج من معهد الصحافة في جامعة برلين الحرة. بدأ عمله الصحافي لدى مؤسسة «ترانستيل» لإنتاج الأفلام التلفزيونية الوثائقية في كولونيا، وفي سنوات التسعينات من القرن الماضي، عمل خلف الميكروفون وفي غرفة التحرير لإذاعة صوت ألمانيا. إلى جانب عمله الصحافي باللغة العربية، عمل أيضا، مع قنوات ألمانية.
عمل من قبل مراسلا للشؤون الألمانية والأوروبية لصالح تلفزيون الكويت وقام بإعداد عدد من البرامج الوثائقية لصالح قناة الجزيرة، كما اشتغل السعيد لسنوات طويلة مع عدد من الإذاعات الألمانية منها إذاعة ألمانيا، وإذاعة غرب ألمانيا، وإذاعة الجنوب الغربي.